# 巴卡爾 (克羅地亞)

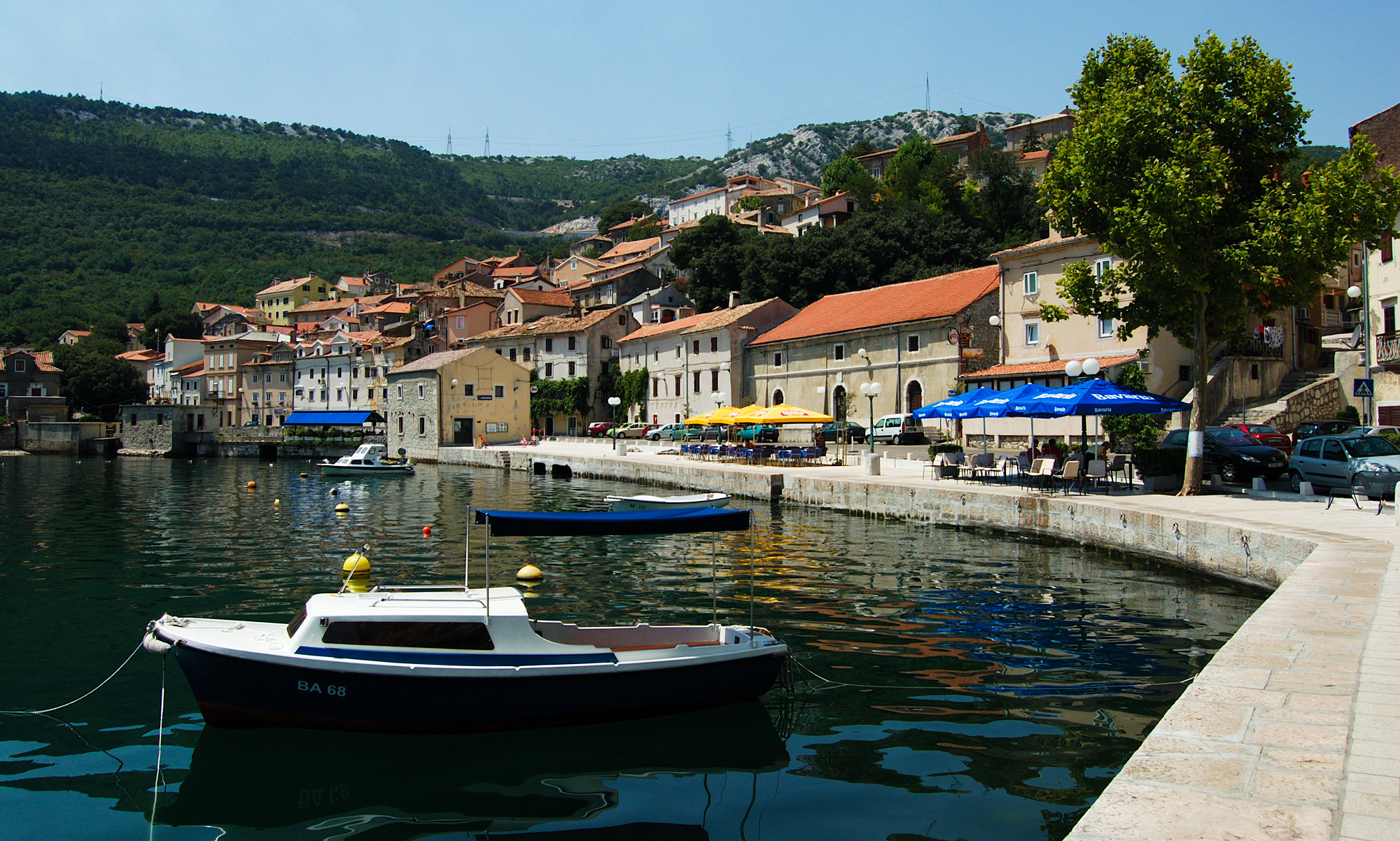

巴卡爾是克羅地亞的城鎮，位於該國西部，由濱海和山區縣負責管轄，該鎮以前是鮪魚的捕獵中心，鎮上的可樂工廠在1995年關閉，2001年人口1,566。

## 外部連結
- Bakar Official Website （页面存档备份，存于）
- Bakar Tourist Board （页面存档备份，存于）

45°19′N 14°32′E / 45.317°N 14.533°E